# Neoplocaederus leichneri
Neoplocaederus leichneri är en skalbaggsart som först beskrevs av Müller 1941.  Neoplocaederus leichneri ingår i släktet Neoplocaederus och familjen långhorningar. Inga underarter finns listade i Catalogue of Life.